# 4735 Gary
4735 Gary eller 1983 AN är en asteroid i huvudbältet som upptäcktes den 9 januari 1983 av den amerikanske astronomen Edward L.G. Bowell vid Anderson Mesa Station. Den är uppkallad efter George G. Shoemaker.
Asteroiden har en diameter på ungefär 5 kilometer.